# Walter Volle
Walter Volle, född 18 september 1913 i Mannheim, död 27 oktober 2002 i Berlin, var en tysk roddare.
Volle blev olympisk guldmedaljör i fyra med styrman vid sommarspelen 1936 i Berlin.